# YleX
YleX – kanał radiowy publicznego nadawcy fińskiego Yleisradio, przeznaczony dla młodego słuchacza. 
Stacja powstała w roku 1990 pod nazwą Radiomafia. Pod obecną nazwą nadaje od roku 2003.
Prezentuje muzykę rockową, dance, heavy metal.